# Torneo de 's-Hertogenbosch 2017
El Torneo de Bolduque 2017 (también conocido como el Ricoh Open 2017) fue un torneo de tenis, perteneciente al ATP World Tour 2017 en la categoría ATP World Tour 250, y al WTA Tour 2017 en la categoría International. El torneo tuvo lugar en la ciudad de 's-Hertogenbosch, Países Bajos, desde el 12 de junio hasta el 18 de junio de 2017.

## Distribución de puntos
| Modalidad            | Campeón | Finalista | Semifinales | Cuartos de final | 2ª ronda | 1ª ronda | Clasificados | 2ª ronda de clasificación | 1ª ronda de clasificación |
| Individual masculino | 250     | 165       | 100         | 50               | 25       | 0        | 13           | 7                         | 0                         |
| Dobles masculino     | 250     | 150       | 90          | 45               | 20       | 0        | -            | -                         | -                         |

| Modalidad           | Campeona | Finalista | Semifinal | Cuartos de final | 2ª ronda | 1ª ronda | Clasificadas | 3ª ronda de clasificación | 2ª ronda de clasificación | 1ª ronda de clasificación |
| Individual femenino | 280      | 180       | 110       | 60               | 30       | 1        | 18           | 14                        | 10                        | 1                         |
| Dobles femenino     | 280      | 180       | 110       | 60               | 1        | -        | -            | -                         | -                         | -                         |

## Cabezas de serie

### Individuales masculino
| Tenista          | Ranking | Preclasificada |
| Marin Čilić      | 8       | 1              |
| Alexander Zverev | 10      | 2              |
| Ivo Karlović     | 24      | 3              |
| Gilles Müller    | 27      | 4              |
| Steve Darcis     | 38      | 5              |
| Robin Haase      | 46      | 6              |
| Nicolas Mahut    | 48      | 7              |
| Aljaž Bedene     | 52      | 8              |

- Ranking del 29 de mayo de 2017

### Dobles masculino
| Tenista                           | Ranking | Preclasificada |
| Fabrice Martin Daniel Nestor      | 55      | 1              |
| Jonathan Eysseric Nicolas Mahut   | 82      | 2              |
| André Sá Michael Venus            | 96      | 3              |
| Philipp Petzschner Alexander Peya | 104     | 4              |

### Individuales femenino
| Tenista             | Ranking | Preclasificada |
| Dominika Cibulková  | 7       | 1              |
| Kristina Mladenovic | 14      | 2              |
| Kiki Bertens        | 18      | 3              |
| Coco Vandeweghe     | 20      | 4              |
| Ana Konjuh          | 30      | 5              |
| Tímea Babos         | 35      | 6              |
| Lesia Tsurenko      | 42      | 7              |
| Kristýna Plíšková   | 44      | 8              |

- Ranking del 29 de mayo de 2017

### Dobles femenino
| Tenista                              | Ranking | Preclasificada |
| Tímea Babos Andrea Hlaváčková        | 19      | 1              |
| Kiki Bertens Demi Schuurs            | 94      | 2              |
| Jeļena Ostapenko Oksana Kalashnikova | 116     | 3              |
| Nicole Melichar Anna Smith           | 128     | 4              |

## Campeones

### Individual masculino
Gilles Müller venció a  Ivo Karlović por 7-6(5), 7-6(4)

### Individual femenino
Anett Kontaveit venció a  Natalia Vikhlyantseva por 6-2, 6-3

### Dobles masculino
Łukasz Kubot /  Marcelo Melo vencieron a  Raven Klaasen /  Rajeev Ram por 6-3, 6-4

### Dobles femenino
Dominika Cibulková /  Kirsten Flipkens vencieron a  Kiki Bertens /  Demi Schuurs por 4-6, 6-4, [10-6]